# Michael Bruce Curry

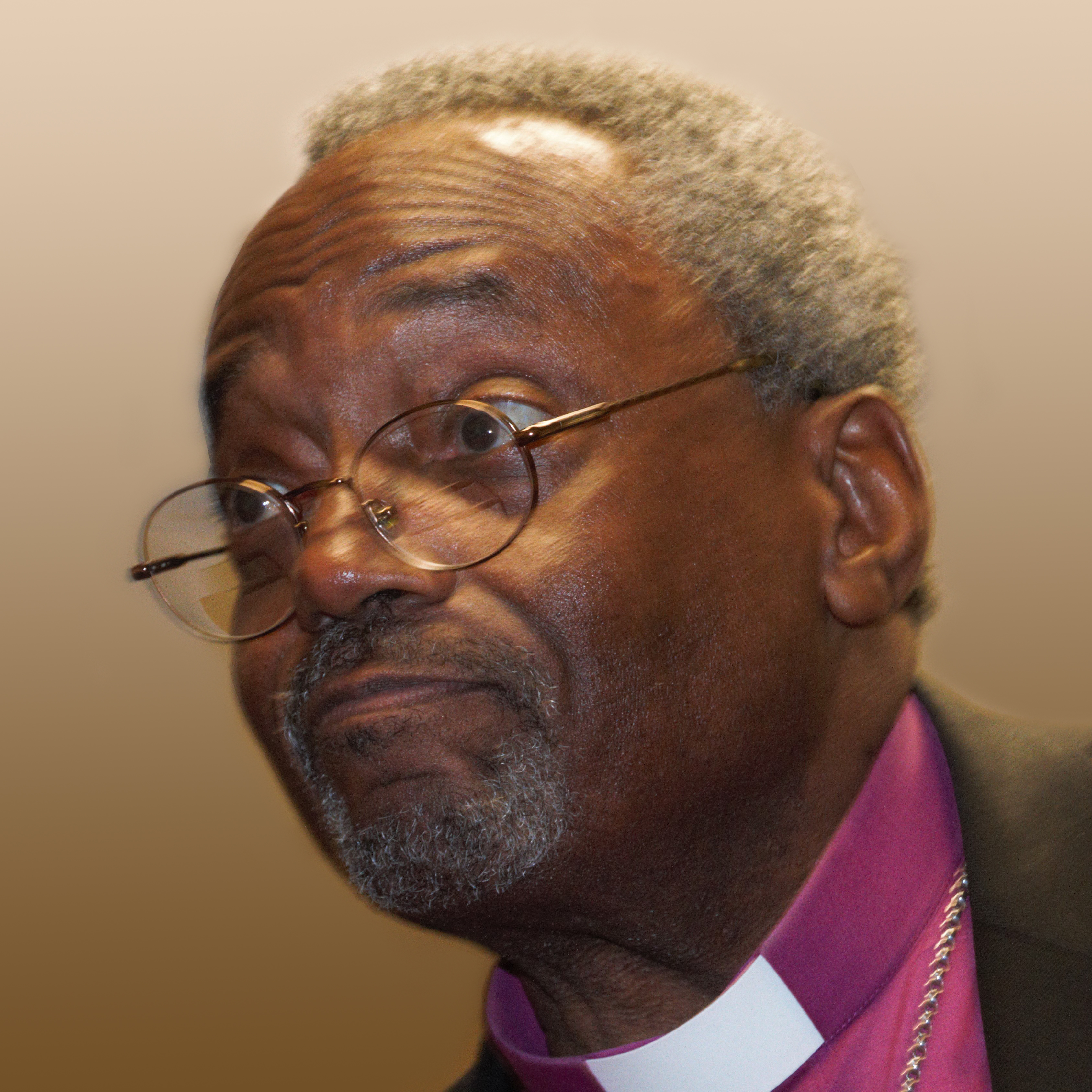
Michael Bruce Curry (2018)

Michael Bruce Curry (* 13. März 1953 in Chicago, Illinois) ist ein amerikanischer Bischof der Episkopalkirche der Vereinigten Staaten von Amerika. Von 2015 bis 2024 war er deren Presiding Bishop. Er war der erste Afroamerikaner in dieser Funktion.

## Leben
Michael Bruce Curry wurde am 9. Dezember 1978 zum Priester und am 17. Juni 2000 in der Duke Chapel durch Robert Hodges Johnson sowie James Gary Glosser und Barbara Clementine Harris zum Bischof geweiht. Bis zu seiner Einführung als Primas der Episkopalkirche im November 2015 amtierte er als Bischof der Episcopal Diocese of North Carolina.
Am 19. Mai 2018 hielt Curry die Predigt auf der Hochzeit von Prinz Harry und Meghan Markle. Ebenfalls 2018 leitete er die Gottesdienste zu den Beerdigungen von John McCain und George H. W. Bush.
Am 1. November 2024 endete seine Amtszeit als Presiding Bishop, sein Nachfolger wurde Sean Rowe.